# 証券
証券（しょうけん）とは、広義には権利の証明または設定を目的として作成される文書。
ただし、流通性の有無あるいは大小によって、証書（ドイツ語でUrkunde）と証券（ドイツ語でWertpapier）に分ける場合もある。

## 解説
広義の証券は有価証券とそれ以外の無価証券に分けられることがある。現代的な意味での有価証券は、中世に地中海沿岸地方で商取引のために用いられるようになった船荷証券や手形に起源があるとされる。これらの証券やその後に発達した商取引上の諸証券を包摂する概念として「有価証券」と表現され、1861年のドイツ旧商法で採用された。ところが、ドイツ旧商法は有価証券について定義を与えなかったため、その定義をめぐって化体説や私法関係説などが唱えられた。なお「無価証券」の概念はICO発行体が有価証券規制を回避するために発行したユーティリティトークンに用いられた例がある。
また、証券は私権を表章する要因によって分けられることもある。
証拠証券（単純証拠証券）
証券と無関係に完成した法律行為を単に証明するにすぎない証券（動産売買契約書、金銭借用証書、賃貸借証書、領収証書など）。
有価証券
権利の発生に証券が必要となるもの（設権証券）及び権利の譲渡や行使に証券が必要となるもの。
免責証券（資格証券）
証券の所持人が弁済受領する資格を証し、義務者はその者に引き渡せば免責されるもの（下足札や携帯品の預かり証など）。
なお、特に資本証券（有価証券のうち債券や株式）については、規制のため各国法で「証券」の定義や範囲が設けられている。